# Neckarhalde (Tübingen)

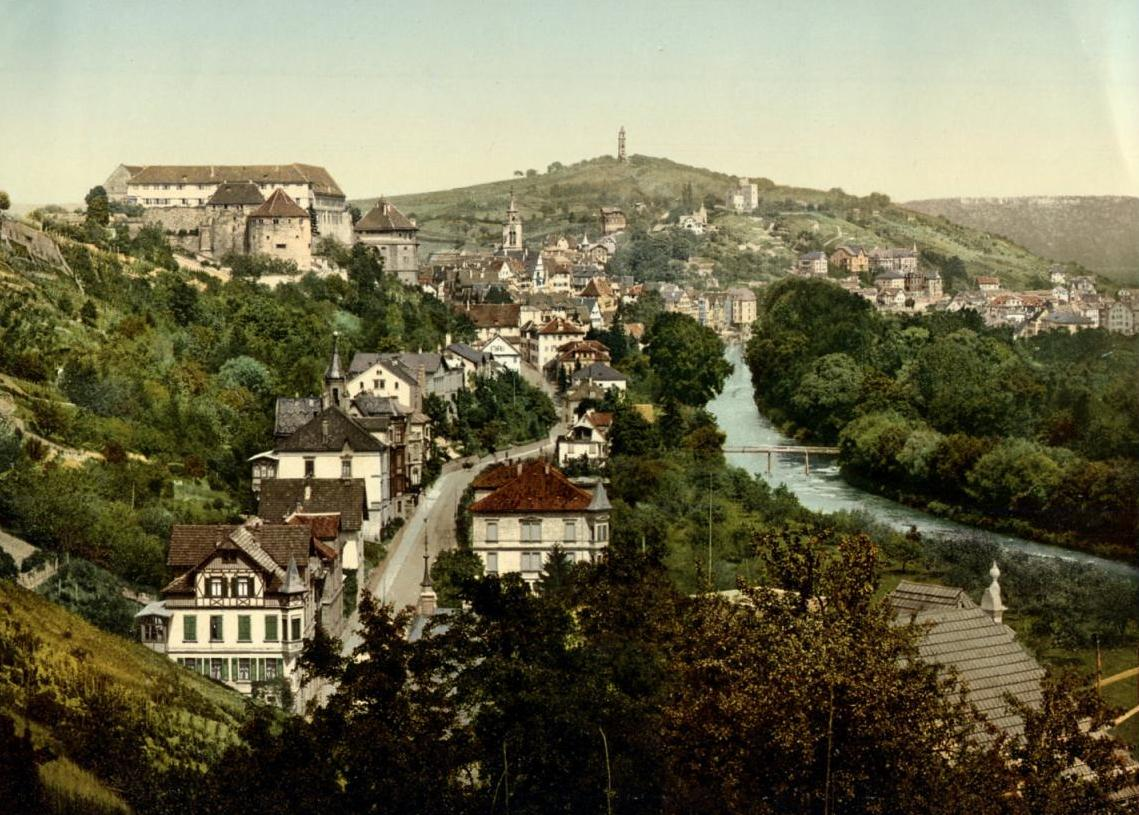
Historische Ansicht der Neckarhalde, 1894

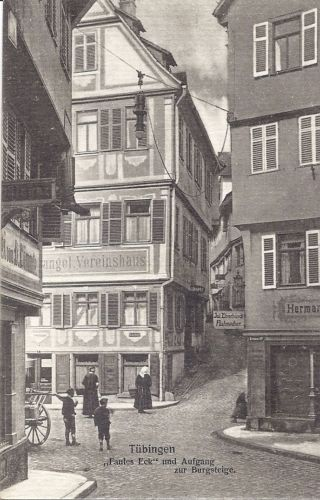
Das „Faule Eck“ um 1920

Die Neckarhalde ist eine 841 m lange Straße am Südhang unter dem Schloss Hohentübingen in Tübingen.

## Lage
Die Neckarhalde ist eine ost-westlich-verlaufende Straße parallel des Neckars sowie entlang der Stadtmauer und beginnt in der Tübinger Altstadt. Sie ist über das Wienergässle zum Marktplatz, an dem sich auch das Rathaus der Stadt befindet, angeschlossen und beginnt am sogenannten „Faulen Eck“ über dem Klosterberg, dem Evangelischen Stift Tübingen, von dem aus sie sich in den Westen stadtauswärts hinunter zum Neckar zieht und an der Gabelung Biesinger- und Hirschauer Straße endet. Sie ist – neben der weit entfernten Mühlstraße – die einzige Möglichkeit, die Altstadt in Richtung Süden zu verlassen. Auf etwa halber Strecke führt sie zum Fußgänger- und Fahrradtunnel, der der Alleenbrücke gegenüber liegt.

## Geschichte
In der Neckarhalde gab es lange keine Kanalisation, und das Gebäude in der Neckarhalde 7 wurde durch die nur schwer zu leerende Abortgrube bekannt. Wie in der Raupenhymne beschrieben, war es erforderlich, dass die Tübinger Weinbauern mit Bütten die stinkenden Feststoffe den Berg hoch trugen, die dann als Dünger auf ihre in den Weinbergen angepflanzten Erdbeeren verbracht wurden. Als Raupen werden umgangssprachlich alle Tübinger Weingärtner bezeichnet, auch wenn diese nicht in der Tübinger Unterstadt wohnen, während der Ausdruck Gôgen in der Regel untrennbar mit den Bewohnern der Unterstadt verbunden ist.

## Nennenswerte Gebäude

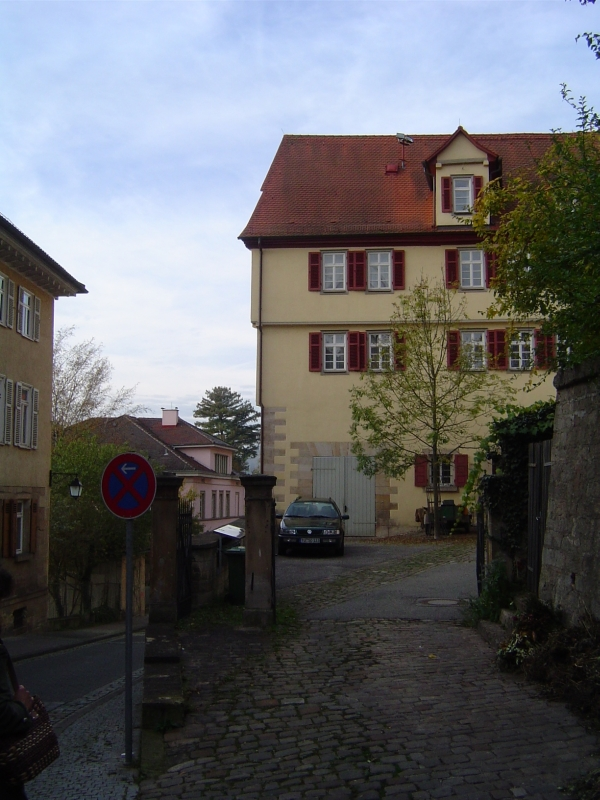
Ehemalige Münze, die den Tübinger Pfennig prägte, und von der Münzgasse 6 hierher verlegt wurde.

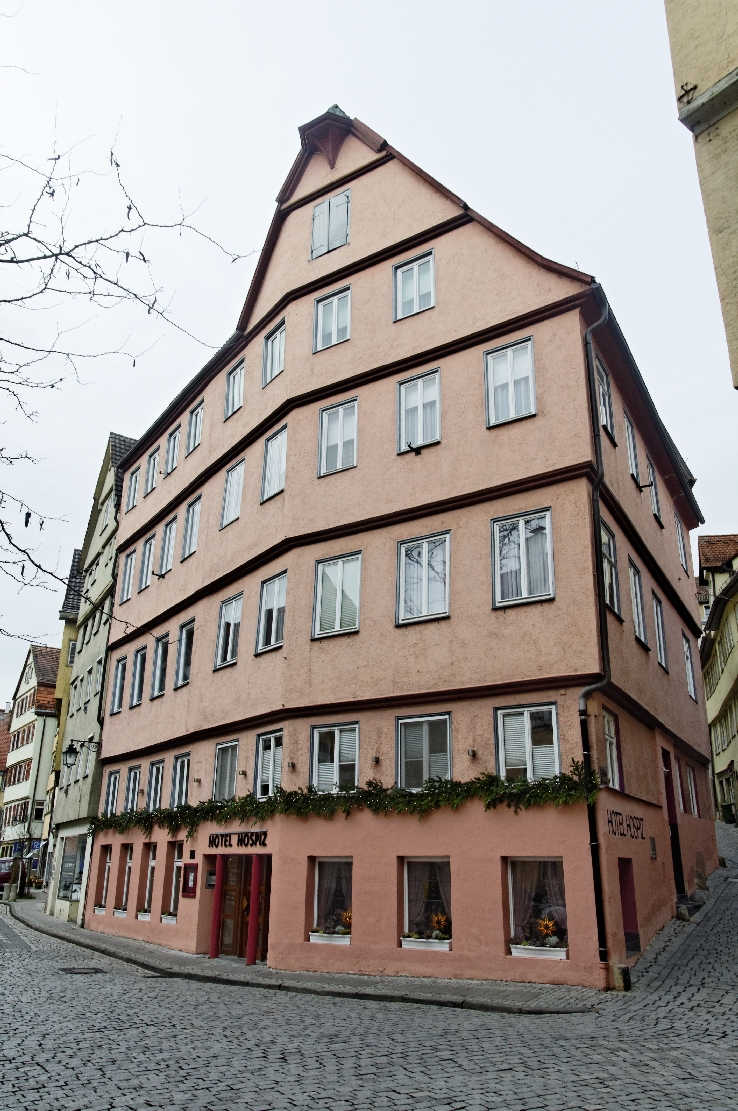
Neckarhalde 2

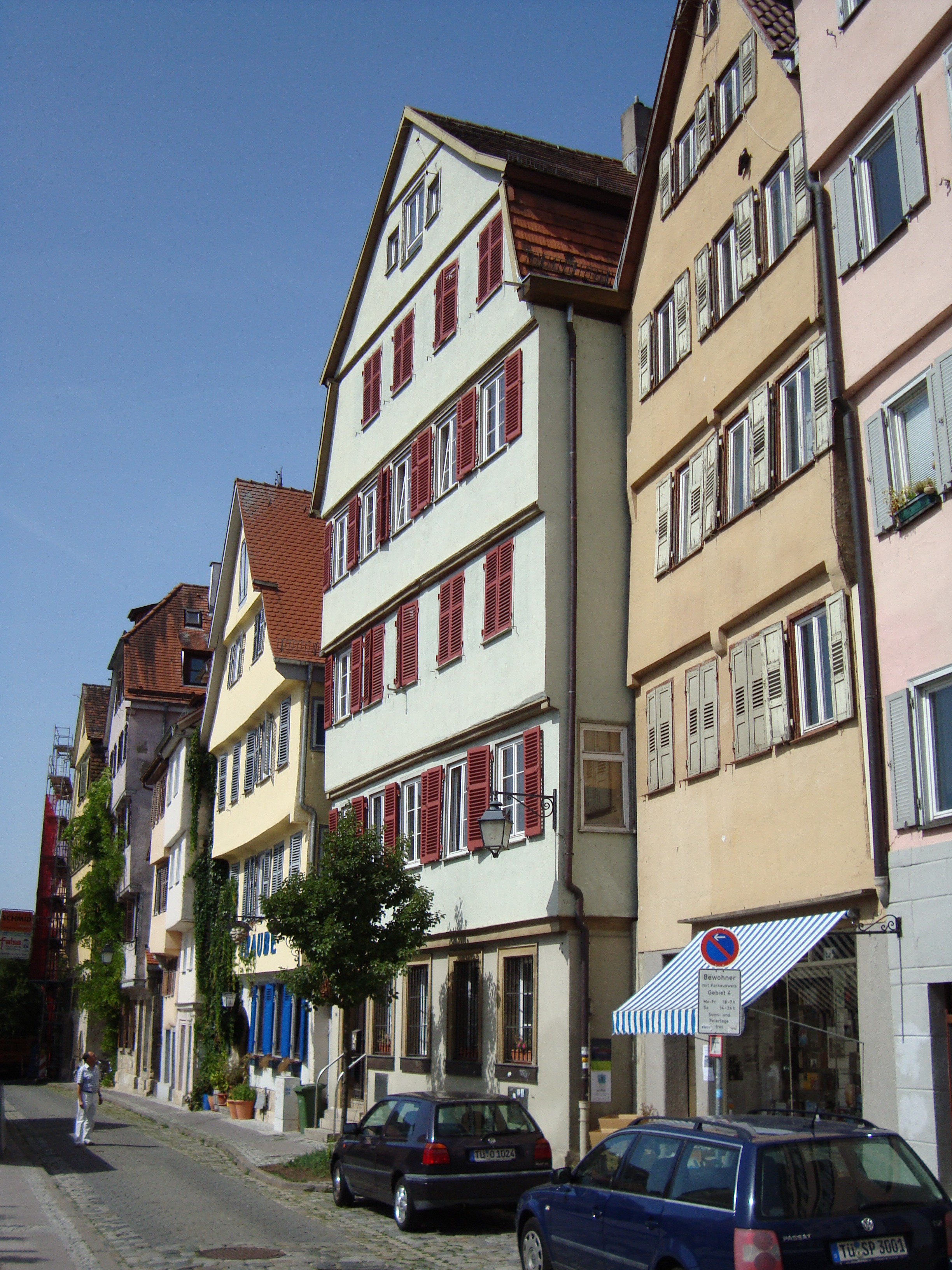
Neckarhalde 12

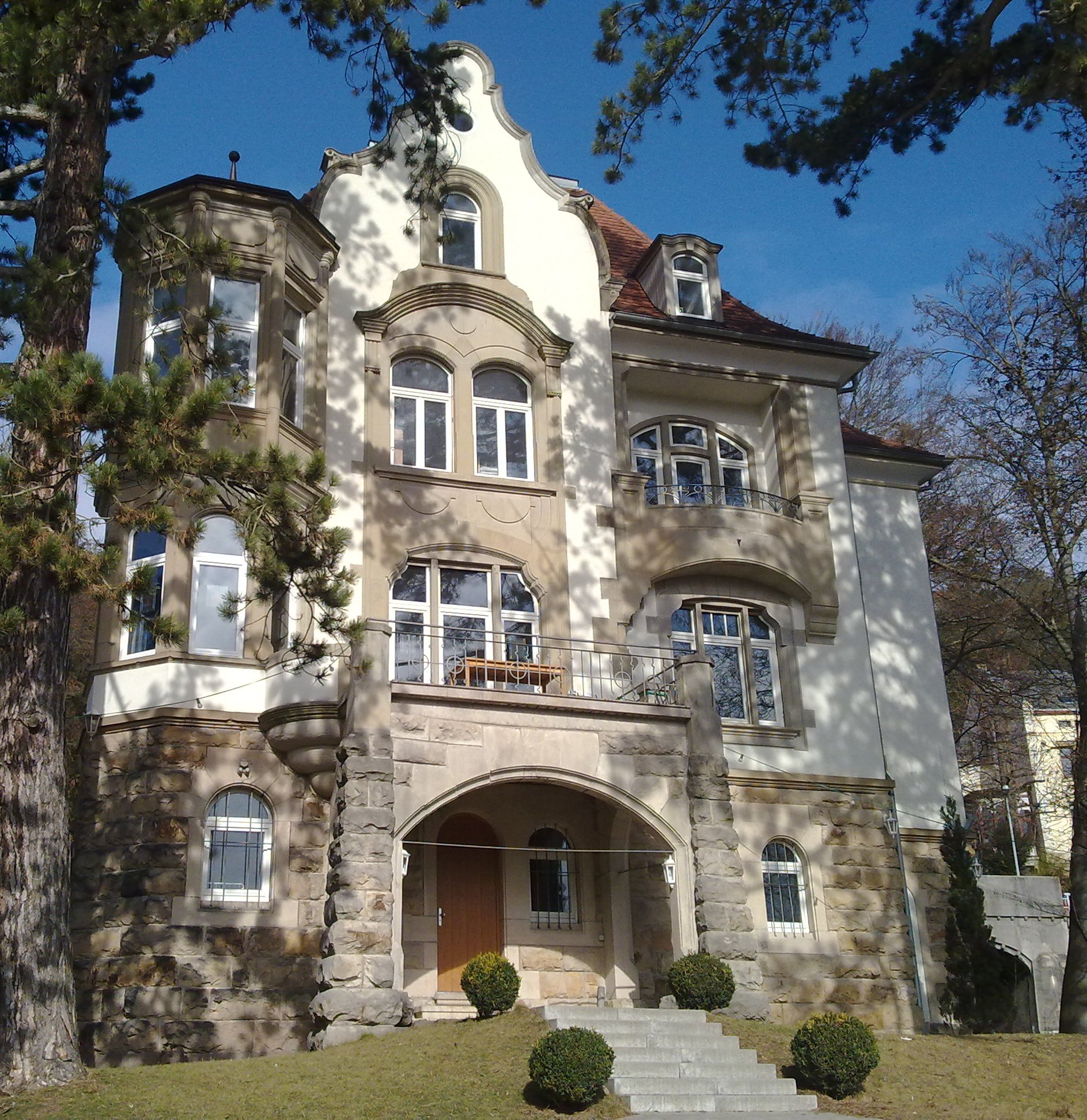
Neckarhalde 47 (2012)

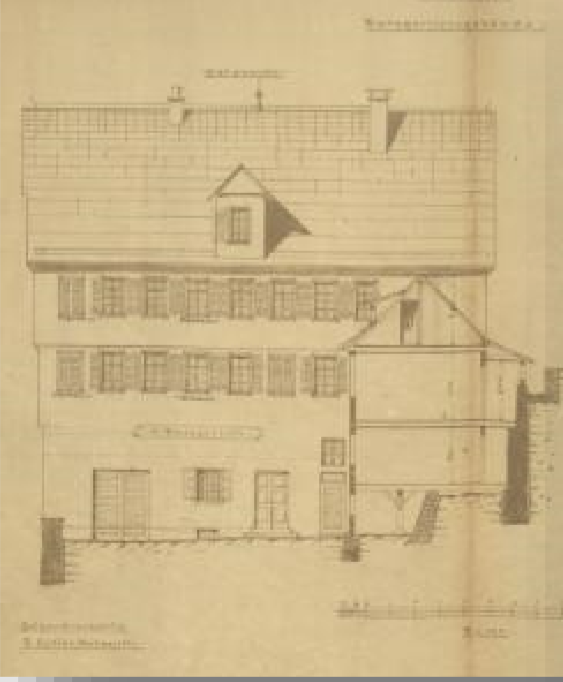
Ehemaliges Tübinger Oberamtsgericht in der Neckarhalde 30 b beim Hirschauer Tor

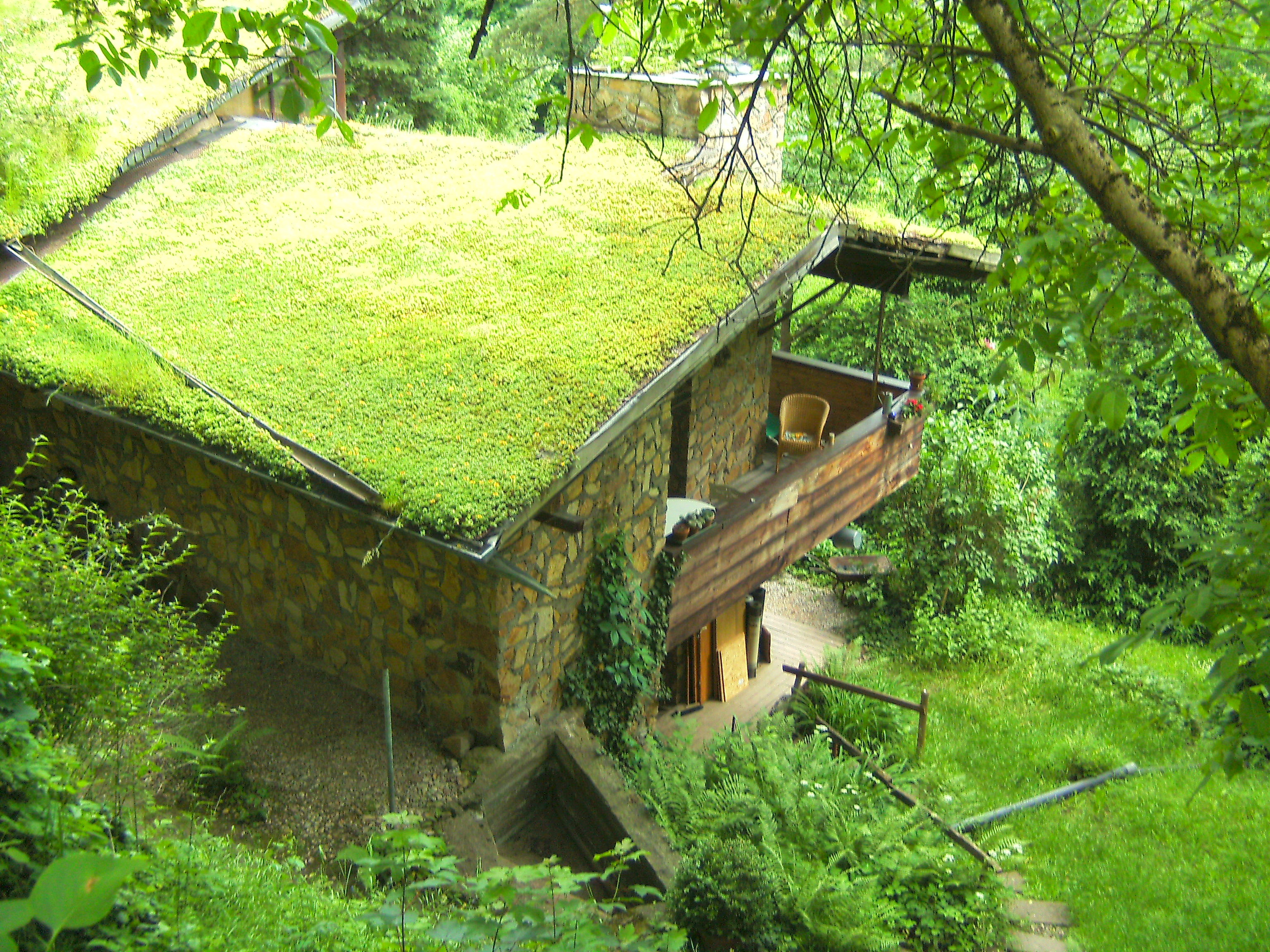
Neckarhalde 43

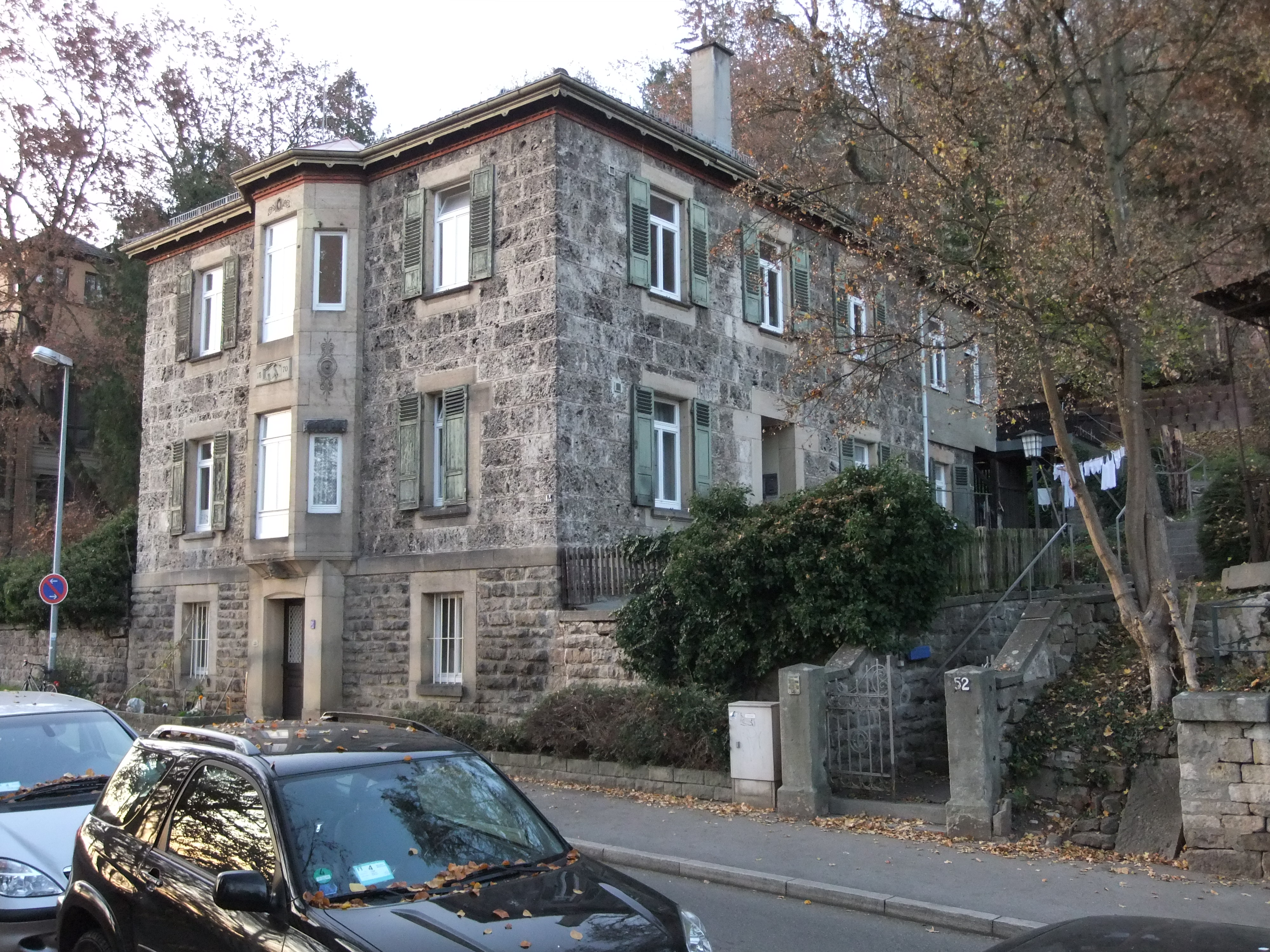
Neckarhalde 52 (2011)

Hausnummer 1
Ehemalige Pfisterei des früheren Augustinerklosters, heute Neues Ephorat des Evangelischen Stifts, denkmalgeschützter zweieinhalb- bis dreigeschossiger Massivbau in Hanglage mit Mansarddach, der 1779/80 umgebaut wurde.
Hausnummer 2
Das Hotel Hospiz wurde aus brandschutztechnischen Gründen am 17. Dezember 2017 geschlossen. Die Ev. Kirche verkaufte das Haus an einen Investor, der es seit 2020 renoviert und in Wohnungen umbaut. Das traditionsreiche Hotel wurde zuvor rund siebzig Jahre von der der Familie Veihelmann geführt. Das Gebäude war im 17. Jahrhundert Sitz der Kanzlei und Versammlungsort der Reichsritterschaft des Kantons Neckar/Schwarzwald.
Hausnummer 6
Vis-à-vis vom Evangelischen Stift lag früher die Gaststätte Seif. Der Betreiber der Wirtschaft, Ferdinand Forstbauer, war ein gelernter Seifensieder. In dem Lokal gab es später die Gaststätte Hecht, die zum „Animierlokal der übelsten Art“ verkam und deshalb 1934 geschlossen wurde.
Hausnummer 8
Hier hatte Rudolf Bultmann seine Studentenunterkunft.
Hausnummer 10
Früher Literarische Buchhandlung Quichotte (heute Bei der Fruchtschranne 10).
Hausnummer 11
Hier wohnte Cäsar Hirsch als Student.
Hausnummer 12
Geburtshaus von Albert Knapp
Hausnummer 14
Griechisches Restaurant & Pension Traube.
Hausnummer 19
Der Astronom Wilhelm Schickard arbeitete hier vor den Kriegsereignissen von 1634/35, durch die oder möglicherweise durch die Pest seine Frau und ein Teil seiner Kinder starben. Nachdem er vor der Pest geflohen war, kehrte er aus Angst vor Plünderungen nach Tübingen zurück, wo er an den Folgen der Pest starb.
Hausnummer 24
Geburtshaus von Ludwig Uhland. Das 1830 abgerissene Hirschauer Tor stand oberhalb des Neckars und unterhalb des Schlosses Hohentübingen zwischen Hausnummer 24 und 27 Es war eines der fünf Stadttore in der alten Stadtmauer Tübingens und öffnete den Weg in Richtung Hirschau und Rottenburg. Vom Tor blieben die eingeschossigen Reste des Rundturmes, genannt Diebsturm.
Hausnummer 26a
Altstadtambulanz der Tübinger Akademie für Verhaltenstherapie gGmbH (TAVT), in der bei gesetzlichen Krankenkassen abrechenbare, psychotherapeutische Behandlungen durchgeführt werden.
Hausnummer 27
Stiftskirchengemeinde, gemeinsames Pfarrbüro Ost/Mitte/West. Hier wohnte am Hirschauer Tor der jüdische Professor Leopold Pfeiffer (geboren 25. Oktober 1821 in Weikersheim, gestorben 4. November 1881 in Tübingen). Er hatte sich auf Zivilprozesse und Strafprozesse in Verbindung mit Strafrecht spezialisiert und war 1851–1881 außerordentlicher Professor (Rechtslehrer) an der Universität Tübingen. Er wurde nach seinem Tod im israelitischen Sektor des Pragfriedhofes in Stuttgart beerdigt.
Hausnummer 30b
Ehemaliges Tübinger Oberamtsgericht.
Hausnummer 31
Theodor-Haering-Haus, Museumsvilla und Städtische Sammlungen; am 24. Januar 1989 brach in dem Haus ein Brand aus und die Sammlung wurde ins ehemalige Kornhaus in der Kornhausstraße 10 verlagert. Das Theodor-Haering-Haus wird vom Museum weiterhin als Depot benutzt. Im Haus lebte Peter Weiss als Kind. Museumsgarten.
Hausnummer 32
Früher waren der Tübinger Arbeitslosentreff, das Asylzentrum Tübingen und der Schülertreff Schüli in einem der drei Häuser der evangelischen Gesamtkirchengemeinde Tübingen in der Neckarhalde untergebracht. Das Haus wurde wie 2013 von der Gesamtkirchengemeinde beschlossen, Mitte 2016 für 1,2 Millionen Euro öffentlich angeboten.  Eine Bauherrengemeinschaft erwarb das 1832 erbaute, denkmalgeschützte Gebäude, um es zu sanieren und dann als Wohnraum zu vermieten. Heute ist hier der gemeinnützige Tübinger Verein Fluchtpunkte e.V. untergebracht, der Flüchtlinge bei ihren Bemühungen um ein Bleiberecht in Deutschland unterstützt.
Hausnummer 36
Katholisches Kinderhaus Sankt Johannes.
Hausnummer 37
Haus „Neckarblick“, denkmalgeschütztes Wohngebäude das 1892 von dem Tübinger Architekten Franz Bärtle erbaut wurde.
Hausnummer 38
Hier wohnte Julie Bonhoeffer, Mutter von Karl Bonhoeffer und Großmutter von Dietrich Bonhoeffer.
Hausnummer 40
„Pfälzerhaus“, ehem. Gaststätte Zur Pfalz, Gründungsort der Verbindung Palatia, das Asylzentrum Tübingen e.V., der Tübinger Arbeitslosen-Treff e.V. (TAT) und der Ökumenische Schülertreff Schüli.
Hausnummer 41
Verglastes Appartementhaus, gebaut 1968, in dem der Literaturwissenschaftler Hans Mayer wohnte, Architekt Heinrich Johann Niemeyer
Hausnummer 43
Haus Herb, gebaut 1959 in naturnaher Architektur von Heinrich Johann Niemeyer.
Hausnummer 46
1867 von Karl Haug erbautes Wohngebäude, das 1873 nach Plänen von Konradin Walther (1846–1910) aus Nürnberg umgebaut wurde.
Hausnummer 47
1904 als Villa des Professors Hermann Vierordt gebaut, 1952 von der Alten Straßburger Burschenschaft Germania erworben.
Hausnummer 50
Im Jahr 1866 von Karl Haug erbaut, später umgebaut.
Hausnummer 52
Mathilde-Weber-Haus (erbaut 1870).
Hausnummer 55
Hier befand sich bis in die 2010er Jahre der Sitz der Deutschen Gesellschaft für Verhaltenstherapie.
Hausnummer 56
Villa Lust von Landgerichtsrat Ludwig Lust; er ließ 1888 die brachgefallenen Weinberge hinter der Villa in einen kleinen, Ludwigslust genannten Park verwandeln, „ausgestattet mit Grotte, Brunnenbecken und einem luxuriösen gusseisernen Wintergarten, den er eigens von einer alten Stuttgarter Villa erstanden hatte“; hier wohnte Konrad Knopp.
Hausnummer 64
Edith-Stein-Karmel; 1899 erbautes fünfstöckiges „Berghaus“ im Fachwerkbau mit prachtvollem Erker im Stil der Neorenaissance, bewohnt von einem Freiherrn von Hügel mit seiner Gattin, einer geborenen von Soden; Eugen Nägele begeisterte sich in seinen Tübinger Blättern über „den unverkennbaren rein altdeutschen Stil“ der Villa im Gegensatz zum sonstigen Stilmischmasch im „Tübinger Nizza“; Planung: Conradin Walther; die „Hügelei“ wurde 1978 zum Karmeliterkloster für Kölner Nonnen und durch die Ordensschwester  Waltraud Herbstrith überregional bekannt.
Hausnummer 70
Quartierskaffee KaffeeKränzle.

## Einmündungen
Die Neckarhalde verzweigt sich an ihrem oberen, nordöstlichen Ende, am sogenannten Faulen Eck, in die Burgsteige, das Wienergässle, die Kronenstraße und die Münzgasse. Über die Herkunft des umgangssprachlich gebräuchlichen Namens gibt es nur Vermutungen. Er trägt demnach diese Bezeichnung entweder wegen des Geruchs feuchten Holzes, das früher durch die Neckarflößerei die Neckarhalde hinaufbefördert wurde und dort eine Zeitlang zwischengelagert wurde oder dadurch, dass die dort schuftenden Holztransporteure über die angeblich faulen Studenten schimpften, die ihnen zusahen und sie manchmal verspotteten. Neben diesen volkstümlichen Erklärungen des 19. Jahrhunderts gilt heute jedoch als am wahrscheinlichsten, dass vor langer Zeit diese Kreuzung wegen ihrer Enge und früheren Beschaffenheit, besonders bei größeren Transporten vom Marktplatz herauf und weiter zum Schloss, schlecht begehbar und befahrbar, also „faul“ war.
Am unteren, südwestlichen Ende der Neckarhalde verzweigt sich diese in die Biesingerstraße und Hirschauer Straße.
Im unteren Drittel zweigen die Alleenbrücke, der Fußgängertunnel und die Schlossbergstaffel ab. Letztere beginnt Vor dem Haagtor und führt über das Schänzle westlich vom Schloss zur Kreuzung von Alleenbrücke, Fußgängertunnel und Neckarhalde. Der Fußweg besteht laut älteren Stadtplänen schon seit langer Zeit, aber erst 1906 wurde er zur befestigten Staffel ausgebaut. Ihr ehemaliger Name Haeringstaffel (1971 bis 22. März 2015) wurde aufgrund eines Gemeinderatsbeschlusses am 22. März 2015 unter Enthaltung der CDU-Stadträte aus politischen Gründen aus dem Stadtplan getilgt,

## Tunnel
Die Neckarhalde liegt in unmittelbarer Nähe der drei Schlossbergtunnel:

### Tunnel der Ammertalbahn
Der Tunnel der Ammertalbahn ist ein eingleisiger Eisenbahntunnel durch den Schlossberg, der die Neckarhalde unterquert. Er ist 288 m lang und wurde am 1. Mai 1910 eröffnet. Der Tunnel ist wie die gesamte Ammertalbahnstrecke nicht elektrifiziert, soll aber bis 2022 elektrifiziert werden. Er böte mit einer Abzweigung vom Westbahnhof über den Hagellocher Weg und die Ebenhalde nach Waldhäuser Ost als alternative Route für die Regional-Stadtbahn bezogen auf die Streckenbaukosten die günstigste Lösung für die Durchquerung des Schlossbergs mit Schienenfahrzeugen anstelle des Verlegens von Straßenbahngleisen auf der Neckarbrücke und in der Mühlstraße, allerdings wird diese beim derzeitigen Planungzustand noch nicht systematisch in Erwägung gezogen.

### Fußgängertunnel

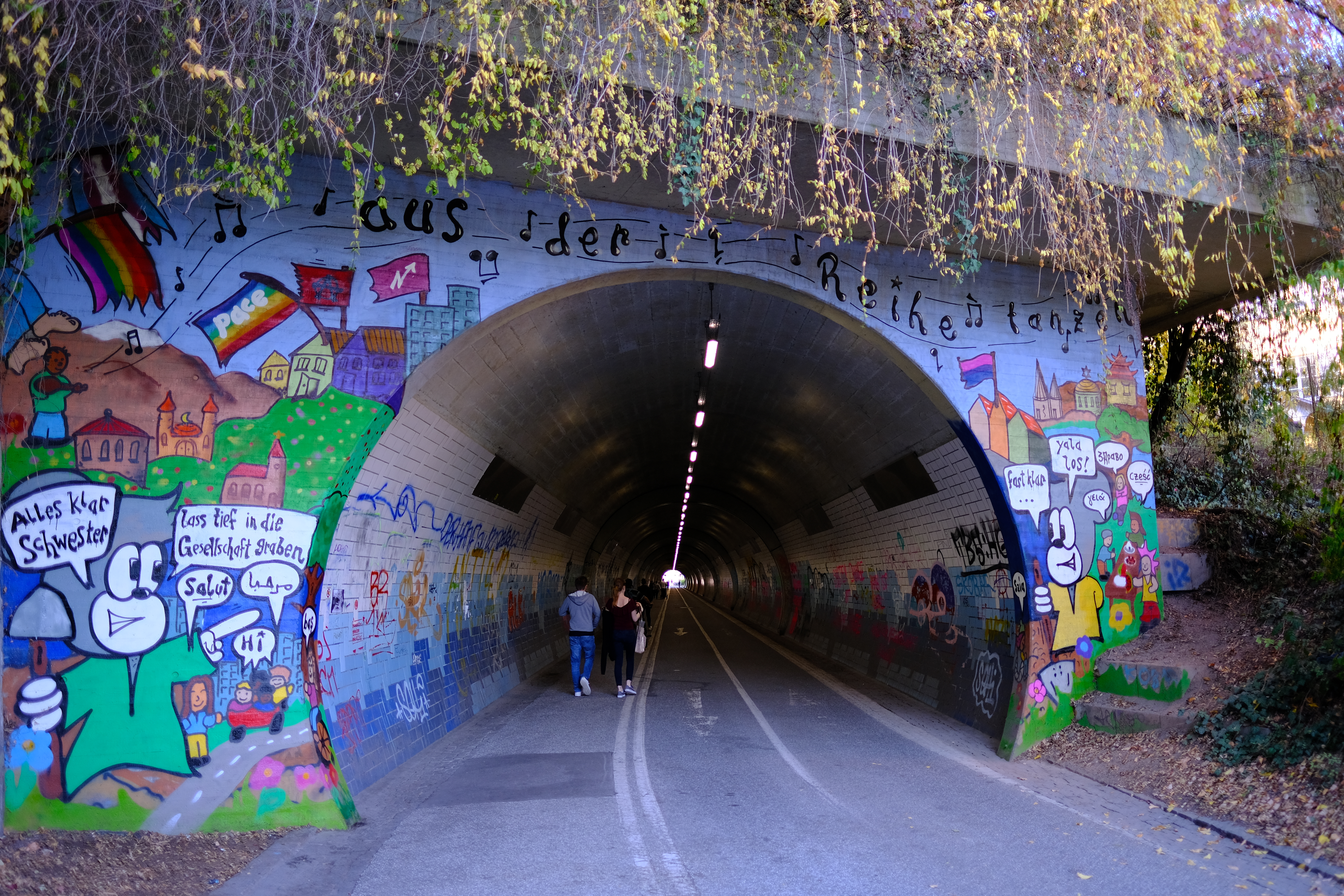
Südportal des Fußgängertunnels am Scheitelpunkt der Neckarhalde

Der Fußgängertunnel mündet im unteren Drittel von Nordnordwesten in die Neckarhalde. Er führt durch den Schlossberg und verbindet seit Mitte der 1970er Jahre die Alleenbrücke mit dem Haagtorplatz. Bis zur Fertigstellung der beiden Röhren 1979 im Verlauf der Bundesstraße 28 fuhr dort für knapp fünf Jahre auch einspurig der Kraftfahrzeugverkehr. Er darf heute nur zu Fuß, mit dem Fahrrad und von der Feuerwehr genutzt werden. Mofas und Motorroller sind seit 2007 im Tunnel nicht mehr gestattet.

### Tunnel der B 296
Der Schlossbergtunnel der B 296 (bis Ende 2017 der B 28) unterquert die Neckarhalde. Er ist rund 290 m lang und besteht aus drei Röhren, die beiden äußeren jeweils zweispurigen Röhren werden von der Bundesstraße genutzt, die mittlere kleinere fungiert als Service- bzw. Rettungstunnel.